# Troian Bellisario
Troian Bellisario, celým jménem Troian Avery Bellisario, (* 28. října 1985 Los Angeles) je americká herečka. Nejvíce se proslavila rolí Spencer Hastings v seriálu televizní stanice Freeform Prolhané krásky.

## Život
Troian se narodila v Los Angeles. Jejími rodiči jsou televizní producent Donald Bellisario a herečka Deborah Pratt. Její otec stojí za seriály jako Magnum, P.I., Quantum Leap a NCIS. Má mladšího bratra Nicka, tři nevlastní sestry a dva nevlastní bratry. Její otec má italské a srbské kořeny. Její matka je Afroameričanka a má anglické a francouzské kořeny. Jako dítě byla velká kamarádka s Mary-Kate a Ashley Olsen.
Navštěvovala Campbell Hall School v Severním Hollywoodu. Odmaturovala s titulem v umění na Univerzitě Jižní Kalifornie v roce 2009.

## Kariéra
Svůj herecký debut zažila ve 3 letech v roce 1988 s filmem Life Rites. Od roku 1990 se objevovala v seriálech, které produkovat její otec jako Quantum Leap, Tequila a Bonetti, JAG, První pondělí a Námořní vyšetřovací služba. V Námořní vyšetřovací službě hrála Sarah McGee, sestru speciálního agenta Timothyho McGee, kterého hrál její nevlastní bratr Sean Murray.
V roce 1998 se objevila společně s Mary-Kate a Ashley Olsen ve filmu Táta z Billboardu. Od roku 2006 se objevila v několika krátkých filmech jako Unspoken, Archer House a Interesct. V listopadu 2009 byla Troian obsazena do role Spencer Hastings v seriálu americké televizní stanice Freeform Prolhané krásky. V říjnu 2011 oznámila, že pracuje na svém filmu, který získal finance skrz stránku Kickstarter v listopadu 2011. Natáčení skončilo v prosinci a film byl oficiálně dokončen v srpnu roku 2012.
V roce 2012 se objevila v jednom dílu internetovém seriálu WIGS jako Lauren. Na začátku roku 2013 skrz twitter oznámila, že se objeví ve více epizodách. 3. května 2013 se její postava Lauren vrátila na 12 dílů.

## Osobní život
Dne 24. února 2014 bylo potvrzeno, že se zasnoubila s hercem Patrickem J. Adamsem. Dvojice se vzala 10. prosince 2016 v Santa Barbaře v Kalifornii. Dne 8. října 2018 se jim narodila dcera Aurora. Na začátku června 2021 oznámila, že 15. května 2021 se jejich rodina rozrostla o dalšího člena. O dceru Elliot Rowenu.

## Filmografie

#### Film
| Rok  | Název                              | Role         | Poznámky                                                    |
| ---- | ---------------------------------- | ------------ | ----------------------------------------------------------- |
| 1988 | Poslední pomazání                  | Nuzova dcera |                                                             |
| 1998 | Táta z billboardu                  | Kristen      |                                                             |
| 2006 | Unspoken                           | Jani         | krátkometrážní film                                         |
| 2007 | Archer House                       | Tatum        | krátkometrážní film                                         |
| 2009 | Intersect                          | Victoria     | krátkometrážní film                                         |
| 2009 | Before the Cabin Burned Down       | Meg          | krátkometrážní film                                         |
| 2010 | Consent                            | Amanda       |                                                             |
| 2010 | Peep World                         | Na natáčení  |                                                             |
| 2011 | A November                         | Přítelkyně   | krátkometrážní film                                         |
| 2012 | The Come Up                        | Jessica      | krátkometrážní film                                         |
| 2012 | Joyful Girl                        | Belle        | krátkometrážní film                                         |
| 2013 | C.O.G.                             | Jennifer     |                                                             |
| 2013 | Exiles                             | Juliet       | také výkonná producentka a scenáristka, krátkometrážní film |
| 2013 | Immediately Afterlife              | Bennett      | krátkometrážní film                                         |
| 2015 | Surf Noir                          | Lacey        | krátkometrážní film                                         |
| 2015 | Martyrs                            | Lucie        |                                                             |
| 2015 | Still a Rose                       | Julie        | krátkometrážní film                                         |
| 2015 | Sister Cities                      | Baltimore    |                                                             |
| 2015 | Amy                                | Amy          | krátkometrážní film                                         |
| 2016 | We Are Here                        |              | krátkometrážní film také scenáristka                        |
| 2016 | In the Shadows of the Rainbow      |              | krátkometrážní film                                         |
| 2017 | Chuck Hank and the San Diego Twins | Clarie       |                                                             |
| 2017 | Pouto                              | Olivia Grey  | také producentka a scenáristka                              |
| 2018 | Clara                              | Clara        |                                                             |
| 2019 | Where'd You Go Bernadette          | Becky        |                                                             |
| 2019 | Like Turtles                       | Molly        | krátkometrážní film, také producentka                       |

#### Televize
| Rok       | Název                      | Role                        | Poznámky                                                                 |
| --------- | -------------------------- | --------------------------- | ------------------------------------------------------------------------ |
| 1990      | Quantum Leap               | Teresa Bruckner             | díl: „Another Mother“                                                    |
| 1992      | Tequila a Bonetti          | Teresa Garcia               | díl: „The Rose Cadillac“                                                 |
| 1998      | JAG                        | Erin Terry                  | díl: „Tiger, Tiger“                                                      |
| 2002      | První pondělí              | Kimberly Baron              | 2 díly                                                                   |
| 2005–2016 | Námořní vyšetřovací služba | Sarah McGee                 | 2 díly                                                                   |
| 2010–2017 | Prolhané krásky            | Spencer Hastings/Alex Drake | hlavní role, 160 dílů, také režisérka dílu „In the Eye Abides the Heart“ |
| 2014–2015 | Kravaťáci                  | Claire Bowden               | 2 díly                                                                   |
| 2016      | Sister Cities              | Baltimore Baxter            | TV film                                                                  |
| 2020      | Stumptown                  | Jenna Marshall              | díl: „Til Dex Do Us Part“                                                |

### Internet
| Rok       | Název                                         | Role                | Poznámky    |
| --------- | --------------------------------------------- | ------------------- | ----------- |
| 2012–2013 | Lauren                                        | Seržant Lauren Weil | hlavní role |
| 2014      | Pa-gent with Chris Pine                       | Cathryn Cres        |             |
| 2015      | Instagram Intervention with Troian Bellisario | Sama sebe           |             |

#### Hudební videa
| Rok  | Název           | Umělec                 |
| ---- | --------------- | ---------------------- |
| 2014 | „Another Story“ | The Head and the Heart |
| 2018 | „Fading Light“  | Nights & Weekends      |

### Režie
| Rok        | Název             | Díly                                         |
| ---------- | ----------------- | -------------------------------------------- |
| 2017       | Prolhané krásky   | díl: „In the Eye Abides the Heart“           |
| 2018       | Vzhůru ke hvězdám | díl: „Guess Who's (Not) Coming to Sundance?“ |
| 2019–dosud | Good Trouble      | díly: „Swipe Right“ a „Fragility“            |

## Ocenění a Nominace
| Rok  | Ocenění                             | Kategorie                                                       | Titul           | Výsledek  |
| ---- | ----------------------------------- | --------------------------------------------------------------- | --------------- | --------- |
| 2010 | Vison Fest                          | Nejlepší hraní (Herečka)                                        | Consent         | vítězství |
| 2010 | FirstGlance Philadelphia            | Nejlepší herečka                                                | Consent         | vítězství |
| 2011 | Young Hollywood Awards              | Obsazení k sledování (Lucy Hale, Ashley Benson a Shay Mitchell) | Prolhané krásky | vítězství |
| 2011 | Teen Choice Awards                  | Letní TV hvězda: žena                                           | Prolhané krásky | nominace  |
| 2012 | Teen Choice Awards                  | Letní TV hvězda: žena                                           | Prolhané krásky | vítězství |
| 2013 | IAWTV Award                         | Nejlepší ženské vystoupení (Drama)                              | WIGS            | nominace  |
| 2013 | New York Festivals                  | Nejlepší vystoupení – herečka                                   | WIGS            | vítězství |
| 2013 | Streamy Awards                      | Nejlepší ženské vystoupení (Drama)                              | WIGS            | vítězství |
| 2013 | Teen Choice Awards                  | Nejlepší TV herečka (drama)                                     | Prolhané krásky | vítězství |
| 2014 | Teen Choice Awards                  | Nejlepší TV herečka (drama)                                     | Prolhané krásky | nominace  |
| 2015 | Teen Choice Awards                  | Nejlepší TV herečka (drama)                                     | Prolhané krásky | nominace  |
| 2016 | Teen Choice Awards                  | Nejlepší TV herečka (drama)                                     | Prolhané krásky | nominace  |
| 2017 | Teen Choice Awards                  | Nejlepší TV herečka (drama)                                     | Prolhané krásky | nominace  |
| 2017 | Television Industry Advocacy Awards | Podpora na osvětu PPP                                           | Feed            | vítězství |
| 2018 | Vancouver Film Critics Circle       | Nejlepší herečka v kanadském filmu                              | Clara           | nominace  |